# Terry Crisp
Terrance Arthur „Terry“ Crisp (* 28. Mai 1943 in Parry Sound, Ontario) ist ein ehemaliger kanadischer Eishockeyspieler und -trainer. Der Center absolvierte über 600 Spiele in der National Hockey League, den Großteil davon für die St. Louis Blues und die Philadelphia Flyers. Als Cheftrainer betreute er anschließend die Calgary Flames und die Tampa Bay Lightning in der NHL. Crisp gewann insgesamt drei Stanley Cups, 1974 und 1975 als Spieler mit den Flyers sowie 1989 als Trainer der Flames.

## Karriere

### Spielerkarriere
Terry Crisp spielte in seiner Jugend für die Niagara Falls Flyers in der Ontario Hockey Association (OHA) und erreichte mit dem Team 1963 das Endspiel um den Memorial Cup. Zur Saison 1963/64 wechselte der Angreifer zu den Boston Bruins in die National Hockey League (NHL), bei denen er in den folgenden vier Jahren allerdings nur auf drei NHL-Einsätze kam. Den weitaus größten Teil dieser Zeit verbrachte er bei deren Farmteams, den Minneapolis Bruins sowie den Oklahoma City Blazers, in der Central Professional Hockey League (CPHL). Mit den Blazers gewann er dabei 1966 und 1967 die CPHL-Playoffs um den Adams Cup.
Erst die große Ligaerweiterung von 1967 sorgte dafür, dass Crisp in der NHL Fuß fassen konnte. Die neu gegründeten St. Louis Blues wählten ihn im NHL Expansion Draft 1967 und setzten ihn fortan regelmäßig ein, sodass er sich als defensiv orientierter Center in der Liga etablierte. Mit den Blues erreichte der Kanadier von 1968 bis 1970 drei Stanley-Cup-Finals in Serie, war dort allerdings jeweils gegen den Vertreter der etablierten Original Six chancenlos. Insgesamt lief er fünf Jahre in St. Louis auf, bevor er über einen weiteren Expansion Draft (1972) zu den New York Islanders gelangte. Bereits im März 1973 wurde er allerdings im Tausch für Jean Potvin an die Philadelphia Flyers abgegeben.
In Philadelphia verbrachte Crisp seine vier letzten und zugleich erfolgreichsten NHL-Jahre, so gewann er mit dem Team 1974 und 1975 die ersten beiden Stanley Cups der Franchise-Geschichte. Er beendete seine aktive Karriere nach zwei Spielen in der Saison 1976/77, wobei er zuvor bereits kurzzeitig die Springfield Indians aus der American Hockey League (AHL) trainiert hatte. Insgesamt absolvierte er während seiner NHL-Laufbahn 646 Spiele und erzielte dabei 244 Scorerpunkte.

### Trainerkarriere
Crisp blieb den Philadelphia Flyers mit Beginn der Saison 1977/78 als Assistenztrainer erhalten und hatte diese Position zwei Jahre inne, bevor er in die Ontario Hockey League zurückkehrte und dort die Rolle des Cheftrainers bei den Sault Ste. Marie Greyhounds übernahm. Die Greyhounds führte er sechs Jahre an und gewann mit dem Team 1985 die Playoffs um den J. Ross Robertson Cup, während er persönlich mehrfach in ein OHL All-Star Team berufen sowie 1985 mit der Matt Leyden Trophy als bester Trainer der Liga ausgezeichnet wurde. In der Folge wurde er prompt von den Moncton Golden Flames aus der AHL angestellt und dort seinen ersten festen Cheftrainerposten im Profibereich erhielt. Nach zwei Jahren in Moncton stieg Crisp 1987 innerhalb der Organisation zum Headcoach der Calgary Flames in die NHL auf und trat dabei die Nachfolge von Bob Johnson an. Bereits in seiner zweiten Saison in Calgary errang er mit den Flames den ersten Stanley Cup der Teamhistorie, während er persönlich ein drittes Mal auf der Trophäe verewigt wurde. Dennoch wurde er nach der Spielzeit 1989/90 entlassen und durch Doug Risebrough ersetzt.
Nach einem Sabbatjahr nahm Crisp als Assistent von Dave King an den Olympischen Winterspielen 1992 teil und gewann dort mit der kanadischen Nationalmannschaft die Silbermedaille. Anschließend stellten ihn die zur Saison 1992/93 neu gegründeten Tampa Bay Lightning als ersten Cheftrainer vor. Das Team, das als Neuzugang der Liga zu Beginn kaum konkurrenzfähig war, führte Crisp in den folgenden fünf Jahren einmal in die Playoffs, bevor er Anfang der Spielzeit 1997/98 entlassen wurde.
Seither ist Crisp als TV-Kommentator bzw. -Experte tätig, zu Beginn für TSN sowie später bei Übertragungen der Nashville Predators.

## Erfolge und Auszeichnungen

### Als Spieler
- 1966 Adams-Cup-Gewinn mit den Oklahoma City Blazers
- 1967 Adams-Cup-Gewinn mit den Oklahoma City Blazers
- 1974 Stanley-Cup-Gewinn mit den Philadelphia Flyers
- 1975 Stanley-Cup-Gewinn mit den Philadelphia Flyers
- 1999 Heroes of Hockey Game

### Als Trainer
| - 1982 OHL Second All-Star Team - 1983 OHL First All-Star Team - 1985 J.-Ross-Robertson-Cup-Gewinn mit den Sault Ste. Marie Greyhounds - 1985 Matt Leyden Trophy | - 1985 OHL First All-Star Team - 1989 Stanley-Cup-Gewinn mit den Calgary Flames - 1992 Silbermedaille bei den Olympischen Winterspielen (als Assistenztrainer) |

## Karrierestatistik

### Spielerstatistik
(Legende zur Spielerstatistik: Sp oder GP = absolvierte Spiele; T oder G = erzielte Tore; V oder A = erzielte Assists; Pkt oder Pts = erzielte Scorerpunkte; SM oder PIM = erhaltene Strafminuten; +/− = Plus/Minus-Bilanz; PP = erzielte Überzahltore; SH = erzielte Unterzahltore; GW = erzielte Siegtore; 1 Play-downs/Relegation; Kursiv: Statistik nicht vollständig)

### NHL-Trainerstatistik
(Legende zur Trainerstatistik: Sp oder GC = Spiele insgesamt; W oder S = erzielte Siege; L oder N = erzielte Niederlagen; T oder U = erzielte Unentschieden; OTL oder OTN = erzielte Niederlagen nach Overtime oder Shootout; Pts oder Pkt = erzielte Punkte; Pts% oder Pkt% = Punktquote; Win% = Siegquote; Resultat = erreichte Runde in den Play-offs)

## Persönliches
Sein Sohn Jeff Crisp ist in der NHL als Scout tätig, während sein Neffe Connor Crisp ebenfalls professioneller Eishockeyspieler ist.